# クレウサ (小惑星)
クレウサ (488 Kreusa) は小惑星帯に位置する少し大きめの小惑星。1902年6月26日、ルイージ・カルネラとマックス・ヴォルフがハイデルベルク天文台で発見した。
ギリシア神話の水の精霊クレウサにちなんで名づけられた。